# Contea di Clearwater (Minnesota)
La contea di Clearwater in inglese Clearwater County è una contea dello Stato del Minnesota, negli Stati Uniti. La popolazione al censimento del 2000 era di 8 423 abitanti. Il capoluogo di contea è Bagley